# (13330) Dondavis
(13330) Dondavis est un astéroïde de la ceinture principale.

## Description
(13330) Dondavis est un astéroïde de la ceinture principale. Il fut découvert le 25 septembre 1998 à Kitt Peak par le projet Spacewatch. Il présente une orbite caractérisée par un demi-grand axe de 3,11 UA, une excentricité de 0,17 et une inclinaison de 0,3° par rapport à l'écliptique.

## Compléments